# Mount Vernon (Texas)
Mount Vernon è un centro abitato degli Stati Uniti d'America situato nella contea di Franklin (di cui è capoluogo) dello Stato del Texas.
La popolazione era di 2.662 persone al censimento del 2010.

## Geografia fisica
Mount Vernon è situata a 33°10′55″N 95°13′27″W (33.181890, -95.224147).
Secondo lo United States Census Bureau, ha un'area totale di 3,7 miglia quadrate (9,6 km²).

## Società

### Evoluzione demografica
Secondo il censimento del 2000, c'erano 2.286 persone, 903 nuclei familiari e 582 famiglie residenti nella città. La densità di popolazione era di 618,7 persone per miglio quadrato (239,2/km²). C'erano 1.045 unità abitative a una densità media di 282,8 per miglio quadrato (109,3/km²). La composizione etnica della città era formata dal 77,21% di bianchi, il 13,52% di afroamericani, lo 0,61% di nativi americani, lo 0,31% di asiatici, il 7,17% di altre razze, e l'1,18% di due o più etnie. Ispanici o latinos di qualunque razza erano il 10,80% della popolazione.
C'erano 903 nuclei familiari di cui il 34,7% aveva figli di età inferiore ai 18 anni, il 48,0% erano coppie sposate conviventi, il 14,0% aveva un capofamiglia femmina senza marito, e il 35,5% erano non-famiglie. Il 32,8% di tutti i nuclei familiari erano individuali e il 18,7% aveva componenti con un'età di 65 anni o più che vivevano da soli. Il numero di componenti medio di un nucleo familiare era di 2,41 e quello di una famiglia era di 3,08.
La popolazione era composta dal 27,0% di persone sotto i 18 anni, l'8,9% di persone dai 18 ai 24 anni, il 27,0% di persone dai 25 ai 44 anni, il 18,3% di persone dai 45 ai 64 anni, e il 18,8% di persone di 65 anni o più. L'età media era di 36 anni. Per ogni 100 femmine c'erano 87,1 maschi. Per ogni 100 femmine dai 18 anni in giù, c'erano 81,8 maschi.
Il reddito medio di un nucleo familiare era di 28.824 dollari, e quello di una famiglia era di 36.150 dollari. I maschi avevano un reddito medio di 30.132 dollari contro i 18.707 dollari delle femmine. Il reddito pro capite era di 16.186 dollari. Circa il 14,9% delle famiglie e il 17,8% della popolazione erano sotto la soglia di povertà, incluso il 22,6% di persone sotto i 18 anni e il 16,3% di persone di 65 anni o più.